# Annie Brunner
Annie Brunner (* 1969) ist eine deutsche Filmproduzentin und Szenenbildnerin.
Nach ihrem Studium der Germanistik und Theaterwissenschaften war Brunner an mehreren Theatern im Bereich Bühnenbild und Dramaturgie tätig. 1992 war sie an der Ausstattung des Kino-Überraschungserfolgs Abgeschminkt! beteiligt. Von 1994 bis 1997 arbeitete sie als selbständige Szenenbildnerin für Film- und Fernsehprojekte. Anschließend ging sie zu KirchMedia, wo sie bis 2001 gemeinsam mit Andreas Richter für deutsche Projekte inhaltlich verantwortlich war.
2001 wurde Brunner gemeinsam mit Richter und Ursula Woerner Geschäftsführerin der Roxy Film, 2003 im Rahmen eines Management-Buy-outs von der Kirch-Gruppe geschäftsführende Gesellschafterin der Roxy. Brunner, Richter und Woerner produzierten zunächst überwiegend Fernsehfilme aus dem anspruchsvolleren Segment. 2006 erschien Marcus H. Rosenmüllers Kinofilm Wer früher stirbt ist länger tot, 2011 folgte Almanya – Willkommen in Deutschland. Beide waren Publikumserfolge und gewannen hochrangige Auszeichnungen. Eine weitere Zusammenarbeit mit Marcus H. Rosenmüller ist der 2010 gedrehte Kinofilm Sommer in Orange.

## Auszeichnungen
- Bayerischer Filmpreis 2006, Produzentenpreis für  Wer früher stirbt ist länger tot
- Deutscher Filmpreis 2007, Bester Spielfilm in Silber für Wer früher stirbt ist länger tot
- Deutscher Filmpreis 2011, Bester Spielfilm in Silber für  Almanya – Willkommen in Deutschland